# Дуфтер, Йоэль
 Йоэль Дуфтер  (нем. Joel Dufter; род. 18 марта 1995 года, Германия) — немецкий конькобежец, бронзовый призёр чемпионата Европы 2021 года в спринтерском многоборье. Специализируется на дистанции 1000 метров.
В 2016 году на Кубке мира по конькобежному спорту в командном спринте завоевал серебряную медаль. На Чемпионате мира по конькобежному спорту на отдельных дистанциях 2017 в дистанции 1000 метров занял 17-е место.
В 2017 году принял участие в Чемпионате мира по конькобежному спорту в спринтерском многоборье финишировав 16-м.
В 2021 году Дуфтер выиграл свою первую награду на крупнейших международных стартах — бронзовую медаль чемпионата Европы в спринтерском многоборье.

## Личные рекорды
| Дистанция | Дата            | Арена          | Время      |
| --------- | --------------- | -------------- | ---------- |
| 500м      | 16 января 2021  | Херенвен       | 34,79      |
| 1000м     | 9 марта 2019    | Солт-Лейк-Сити | 1.06,80 NR |
| 1500м     | 10 февраля 2019 | Инцелль        | 1.47,52    |
| 3000м     | 17 октября 2015 | Инцелль        | 3.57,33    |
| 5000м     | 24 ноября 2013  | Инцелль        | 7.04,48    |
| 10000м    | 30 декабря 2014 | Берлин         | 15.30,95   |